# Death Valley Railroad
| Umladestation von 2-Fuß- (oben) auf 3-Fuß-Spurweite (unten) |                |                                         |                                         |
| Verlauf der Death Valley Railroad von Death Valley Junction bis zu den 6 Borax-Bergwerken bei Ryan |                |                                         |                                         |
| Streckenlänge: | 32,2 km        |                                         |                                         |
| Spurweite: | 3 Fuß = 914 mm |                                         |                                         |
| Maximale Neigung: | 35 ‰           |                                         |                                         |
| |                |                                         |                                         |
| \| \| \| Tonopah & Tidewater RR nach Gold Center \| \| \| \| \| Anschluss Tongrube Ash Meadows \| \| \| \| 0,0 \| Death Valley Junction \| Death Valley Junction \| \| \| \| Tonopah & Tidewater RR nach Ludlow \| \| \| \| 5,6 \| Horton \| Horton \| \| \| \| Normalspurige Abzweigung nach Lila C. \| \| \| \| \| Trestle No. 1 \| \| \| \| \| Trestle No. 2 \| \| \| \| \| Trestle No. 3 \| \| \| \| 29,0 \| Colmanite \| Colmanite \| \| \| \| Trestle No. 4 \| \| \| \| 32,2 \| Ryan \| Ryan \| \| \| \| Anschlussbahn Biddy McCarthy Mine \| \| |                |                                         |                                         |
| Strecke (außer Betrieb) |                | Tonopah & Tidewater RR nach Gold Center | Tonopah & Tidewater RR nach Gold Center |
| Abzweig geradeaus und von links (Strecke außer Betrieb) |                | Anschluss Tongrube Ash Meadows          | Anschluss Tongrube Ash Meadows          |
| Bahnhof (Strecke außer Betrieb) | 0,0            | Death Valley Junction                   | Death Valley Junction                   |
| Abzweig geradeaus und nach links (Strecke außer Betrieb) |                | Tonopah & Tidewater RR nach Ludlow      | Tonopah & Tidewater RR nach Ludlow      |
| Blockstelle (Strecke außer Betrieb) | 5,6            | Horton                                  | Horton                                  |
| Abzweig geradeaus und nach links (Strecke außer Betrieb) |                | Normalspurige Abzweigung nach Lila C.   | Normalspurige Abzweigung nach Lila C.   |
| Brücke (Strecke außer Betrieb) |                | Trestle No. 1                           | Trestle No. 1                           |
| Brücke (Strecke außer Betrieb) |                | Trestle No. 2                           | Trestle No. 2                           |
| Brücke (Strecke außer Betrieb) |                | Trestle No. 3                           | Trestle No. 3                           |
| Haltepunkt / Haltestelle (Strecke außer Betrieb) | 29,0           | Colmanite                               | Colmanite                               |
| Brücke (Strecke außer Betrieb) |                | Trestle No. 4                           | Trestle No. 4                           |
| Bahnhof (Strecke außer Betrieb) | 32,2           | Ryan                                    | Ryan                                    |
| Strecke (außer Betrieb) |                | Anschlussbahn Biddy McCarthy Mine       | Anschlussbahn Biddy McCarthy Mine       |

Die Death Valley Railroad (DVRR) war eine für den Transport von Borax gegründete Eisenbahngesellschaft, die vom 26. Januar 1914 bis zum 13. Juni 1934 bestand. Die gleichnamige Eisenbahnstrecke war eine 32,2 km lange Schmalspurbahn mit einer Spurweite von 3 Fuß (914 mm) von Death Valley Junction zu einem Borax-Bergwerk bei Ryan im US-Bundesstaat Kalifornien. Später wurde eine 6 km lange Nebenstrecke mit einer Spurweite von 2 Fuß (610 mm) hinzugefügt. Nach der Einstellung des Bergbaus 1927 erfolgte vorübergehend eine touristische Nutzung bis zum 15. März 1931. Die Lokomotiven der Death Valley Railroad sind alle noch erhalten, die Gleisanlagen wurden größtenteils zurückgebaut.

## Geschichte

### Vorgeschichte
Als die Borax-Vorkommen der Lila C. Mine um 1914 nahezu erschöpft waren, suchte und fand die Pacific Coast Borax Company am Furnace Creek etwas nordwestlich des bisherigen Bergwerks ergiebige Borax-Lagerstätten. Die Claims wurden „Biddy McCarthy“, „Lower Biddy McCarthy“, „Grand View“, „Lizzie V. Oakley“, „Widow“ und „Played Out“ genannt. Das zukünftige Bergbaurevier lag in einem unzugänglichen Gebiet abseits der bestehenden Verkehrswege.

### Gründung der Death Valley Railroad
Zur Erschließung der neuen Vorkommen war geplant, eine Bergarbeitersiedlung in der Nähe der neuen Minen zu errichten und diese mit einer Schmalspurbahn an das öffentliche Eisenbahnnetz anzuschließen. Ursprünglich sollte die Tonopah & Tidewater Railroad (T&T), die seit 1907 das Amargosa Valley in Nord-Süd-Richtung durchquerte, auch den Bau dieser Strecke übernehmen. Der Plan scheiterte, als die Aufsichtsbehörde die hierzu notwendige Kapitalerhöhung verweigerte. Um den Bahnbau trotzdem zu ermöglichen, wurde die Death Valley Railroad als selbständige Aktiengesellschaft gegründet und am 26. Januar 1914 eingetragen.
Vor dem Bau der Bahn waren noch Vereinbarungen mit der T&T wegen der Mitbenutzung des Bahnhofs Death Valley Junction und eines Abschnitts der Strecke zur Lila C. Mine zu treffen. Da DVRR und T&T den gleichen Eigentümern gehörten, verliefen die Verhandlungen reibungslos.

### Bahnbau
Die Trassierungsarbeiten begannen im März 1914. Zur Errichtung der Strecke wurden 350 Arbeiter und 150 Maultiere eingesetzt. Gleise, Gleisbaugerätschaften und eine Baulokomotive stammten von der stillgelegten Borate and Daggett Railroad, die südwestlich des Death Valley verlief. Ende November 1914 waren die Bauarbeiten abgeschlossen, so dass am 1. Dezember 1914 der Betrieb aufgenommen werden konnte. Die Gesamtkosten für Gleisbau und Fahrzeuge betrugen 359.726 $. Gleichzeitig mit der DVRR ging eine Anschlussbahn von Ryan zur Biddy McCarthy Mine in Betrieb, die ebenfalls in 914-mm-Spur gebaut war.

### Konsolidierung und weitere Pläne

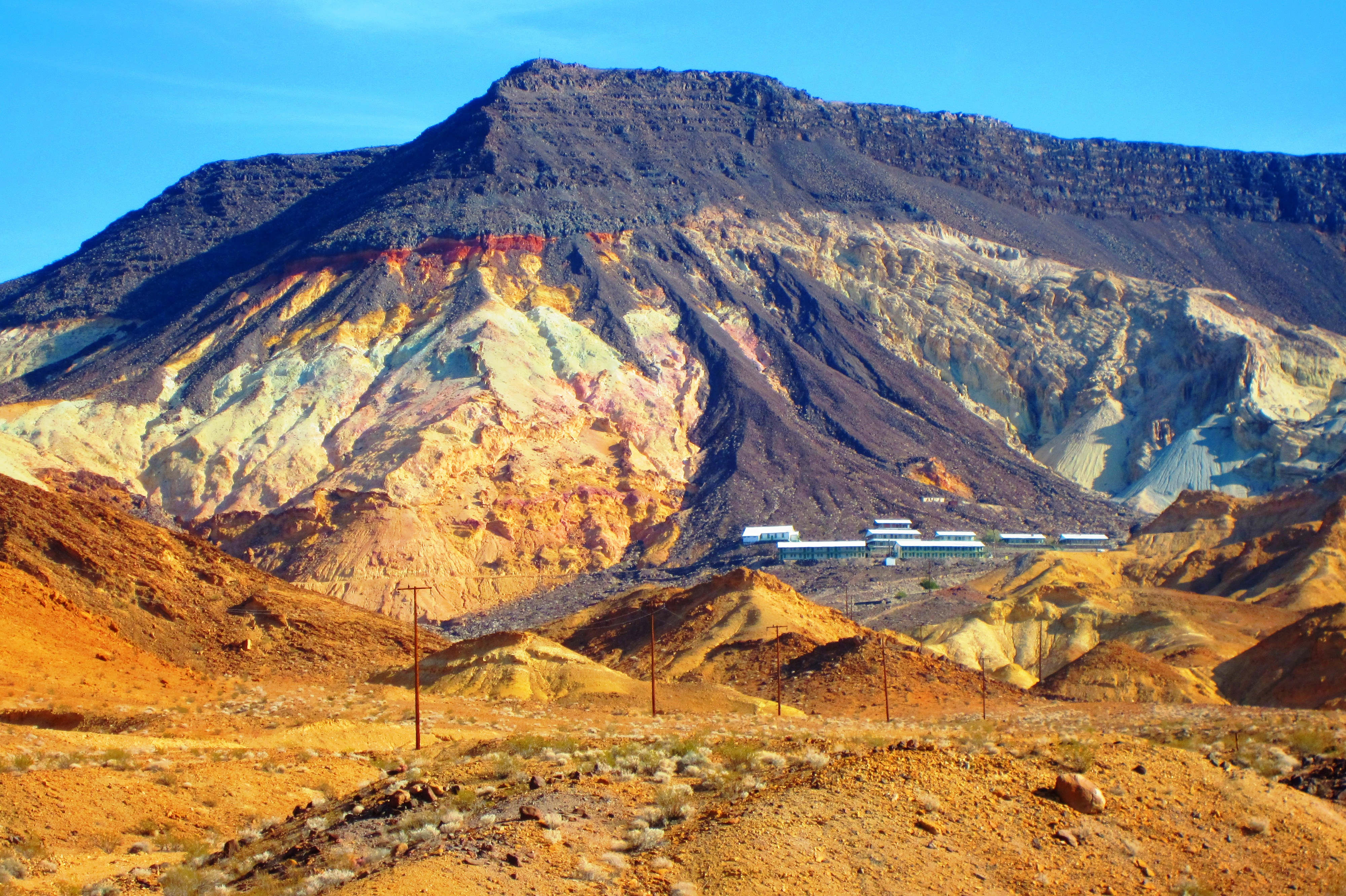
Bergmannssiedlung Ryan, später in Devar umbenannt

Nach der Eröffnung der DVRR wurde der Betrieb der Lila C. Mine schrittweise eingestellt. Die Erzaufbereitungs- und Verpackungsanlage wurde an den Bahnhof Death Valley Junction verlegt. Die Gebäude von Ryan, wie die Siedlung seit 1907 hieß, wurden mitsamt der Poststelle ab- und an einem neuen Ort neu aufgebaut. Die alte Siedlung wurde in der Folge als Old Ryan, die Neue als New Ryan bezeichnet. Danach wurde die Zweigstrecke der T&T abgebaut und die dritte Schiene bis Horton entfernt. Mitte der 1920er Jahre war abzusehen, dass auch die Vorräte um New Ryan zur Neige gehen würden. Daher wurden südlich von Ryan neue Borax-Vorkommen prospektiert, die mit einer Verlängerung der DVRR erschlossen werden sollten.

### Touristische Nutzung, Stilllegung und Abbau
Nachdem in Boron neue Lagerstätten gefunden wurden, deren Mineralien von besserer Qualität und einfacher abzubauen waren, entschied sich Pacific Coast Borax im Jahr 1928, den Bergbau im Death Valley einzustellen, auf die Erschließung weiterer Vorkommen in diesem Gebiet zu verzichten und die Anlagen stattdessen touristisch zu nutzen. Die Wohngebäude von Camp Ryan wurden zum Death Valley View Hotel umgebaut. Die Siedlung Ryan änderte daraufhin ebenfalls ihren Namen in Anlehnung an die Strecke in Devar (ein Akronym für Death Valley Railroad). Für die Beförderung der Touristen wurde 1927 ein Triebwagen beschafft. Das Angebot wurde bis zur Weltwirtschaftskrise gut angenommen, danach gingen die Gästezahlen stark zurück, so dass das Hotel geschlossen werden musste.
Damit war auch der DVRR die Existenzgrundlage entzogen. Der Betrieb wurde am 15. März 1931 eingestellt und die Eisenbahngesellschaft am 13. Juni 1934 aufgelöst. Die Gleisanlagen wurden nach der Stilllegung bis Ende 1931 abgebaut und zusammen mit den Geräten und Fahrzeugen an die United States Potash Company verkauft, die damit die United States Potash Railroad bei Loving in New Mexico baute. Die neuen Eigentümer übernahmen auch das mit dem Eisenbahnbetrieb vertraute Personal.

## Streckenverlauf

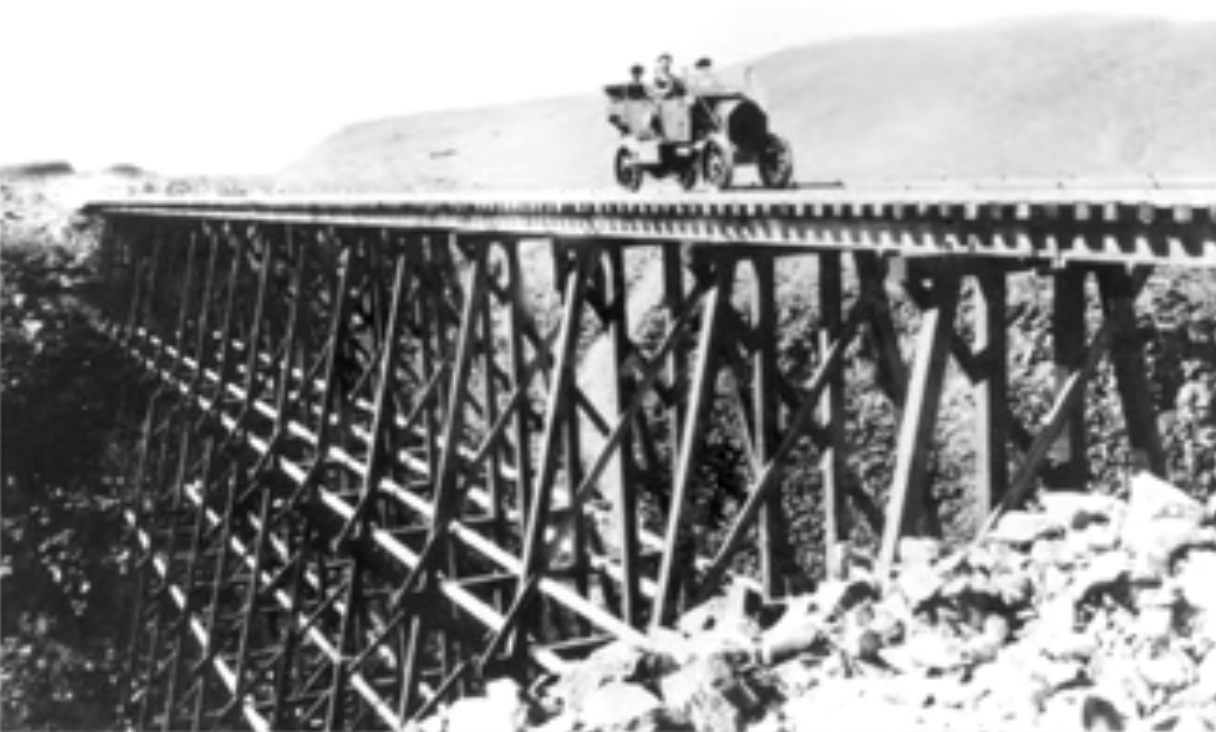
Trestle-Brücke No. 3 mit dem für Notfälle vorgesehenen Emergency Car auf Basis eines Cadillac von 1912

Ausgangspunkt der Bahn war die im Amargosa Valley gelegene Station Death Valley Junction an der Tonopah & Tidewater Railroad. Auf den ersten 5 Kilometern zwischen Death Valley Junction und Horton wurde die regelspurige Strecke der T&T zur Lila C. Mine mitbenutzt und mit einem Dreischienengleis versehen. Dieser Abschnitt wurde von der DVRR betrieben, blieb aber im Eigentum der T&T. Hinter Horton wendete sich die Trasse in nordöstliche Richtung und verlief am Fuß der Funeral Mountains etwas südlich der heutigen California State Route 190 mit großen Kurvenradien in ständiger Steigung (maximal 35 ‰) bis auf circa 927 Meter Meereshöhe. Der Rest der Strecke wies zwar geringere Steigungen auf, verlief aber in schwierigem Gelände entlang des Höhenzugs, der Amargosa Valley und das Death Valley trennte. Im folgenden Abschnitt lagen drei der insgesamt vier größeren Trestle-Brücken in Holzbauweise. Die Strecke umrundete den Höhenzug und erreichte das Death Valley. Der folgende Abschnitt war in südöstlicher Richtung am Berghang entlang trassiert, was eine Reihe von Geländeanschnitten notwendig machte. Nach Passieren der Haltestelle Colmanite und der Überquerung der vierten Brücke führte die Strecke in westlicher Richtung weiter und endete nach 27 Kilometern in der Bergarbeitersiedlung Ryan. Die Strecke führte als Anschlussgleis weiter zur südlich gelegenen Biddy McCarthy Mine.
Auf einer 1920 veröffentlichten Karte des U.S. Geological Survey sind die Stationen als Colemanite und Devair bezeichnet. In anderen Veröffentlichungen finden sich Namen wie New Ryan oder Devar, wobei Ryan auch für die Siedlung bei der Lila C. Mine gebräuchlich ist.

## „Baby Gauge“ mit 610 mm Spurweite

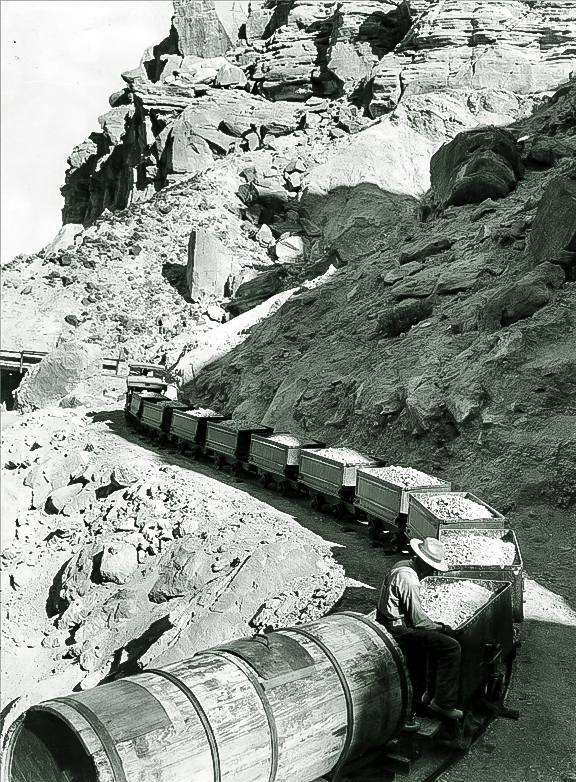
„Baby-Gauge“-Loren bei Ryan, 1916

1915 wurde eine kostengünstigere 2-Fuß-Schmalspurbahn (610 mm) als Zubringer zur 3-Fuß-Schmalspurbahn (914 mm) gebaut, die den Spitznamen „Baby Gauge“ (engl.: Baby-Spurweite) erhielt. Diese bediente die Minen südlich von Ryan und wurde 1918 bis zur ca. 6,4 km südlich gelegenen Widow Mine verlängert. Auf ihr wurden anfangs Milwaukee-Benzin-Lokomotiven mit Loren, die jeweils 3 t Erz laden konnten, eingesetzt. Das Erz wurde dann in einer großen hölzernen Umladestation in die Wagen der DVRR umgeladen, von wo es bis zur Death Valley Junction der Tonopah & Tidewater Railroad gebracht wurde. 1923 wurden neue Plymouth-Benzin-Loks mit Reibkupplung eingesetzt. Nachdem der Bergbau 1927 eingestellt wurde, wurden einige Loren mit Sitzbänken ausgerüstet, um Touristen Ausflugsfahrten in das stillgelegte Bergwerk anzubieten.
Im Dezember 1960 wurde überlegt, einen 4,5 km (2,8 Meilen) langen Streckenabschnitt des zu diesem Zeitpunkt noch 6 km (3,8 Meilen) langen Gleises der „Baby-Gauge“-Schmalspurbahn wieder für Touristenzüge in Betrieb zu nehmen. Die Kosten der dafür erforderlichen Gleisbauarbeiten wurden auf 25.511 $ bis 36.728 $ veranschlagt, je nachdem, ob der Grand-View-Tunnel befahren werden sollte. Wegen der Kosten für die Wiederinbetriebnahme und der ungeklärten Haftungsfrage wurden diese Pläne aber bisher noch nicht verwirklicht.

## Fahrzeugbestand

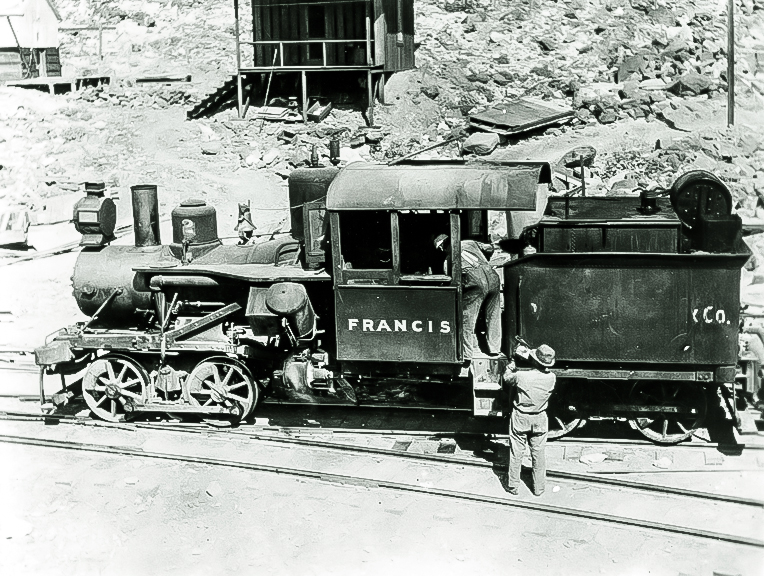
Heisler-Dampflok „Francis“

Die DVRR führte ihren Betrieb ausschließlich mit eigenen Fahrzeugen durch.
Erste Lokomotive der DVRR war eine Heisler-Dampflok namens „Francis“, die vorher bei der Borate and Daggett Railroad fuhr und zunächst beim Bahnbau eingesetzt wurde. Nach Fertigstellung der Bahn wurde die Lok noch bis 1916 im Rangierdienst verwendet und dann als Baulok an die Northwest Pacific Railroad verkauft.
Für den Zugdienst beschaffte die DVRR bei Baldwin im Juli 1914 eine neue Dampflokomotive mit der Achsfolge 1’D (Consolidation) und reihte sie mit der Nummer „1“ in den Fahrzeugpark ein. Im Mai 1916 lieferte Baldwin eine baugleiche Lok, die die Nummer „2“ erhielt. Diese Lokomotiven blieben bis zur Aufgabe des Betriebs bei der DVRR.
Im Jahr 1927 lieferte Brill einen vierachsigen Benzintriebwagen, der im Tourismusverkehr eingesetzt wurde.
Der Güterwagenpark bestand aus 22 Wagen. Hauptsächlich waren dies vierachsige Selbstentladewagen für den Erztransport, daneben gab es Kesselwagen zur Wasserversorgung und einen zweiachsigen Güterzugbegleitwagen (Caboose). Für den Personenverkehr genügte ein vierachsiger Personenwagen.

## Betrieb

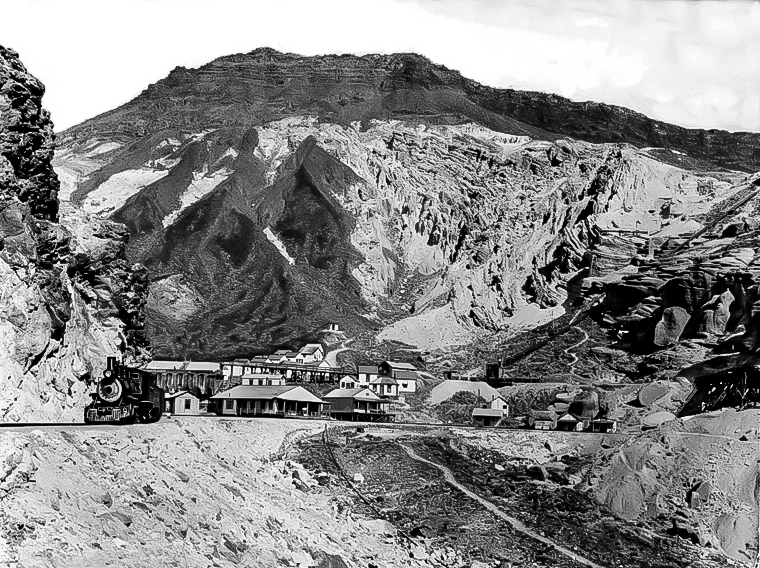
Death Valley Railroad bei Ryan

Auf der DVRR verkehrte täglich außer Montag ein gemischter Zug. Richtung Ryan beförderte der Zug Material, Wasser und Lebensmittel für die Bergbausiedlung, in der Gegenrichtung bestand die Ladung hauptsächlich aus Boraten, die von den Bergwerken zur Erzaufbereitung nach Death Valley Junction gefahren wurden. Ab 1928 verkehrte der Triebwagen nach dem gleichen Fahrplan.
| Hin   | Fahrplan vom 14. November 1915 | Zurück |
| ----- | ------------------------------ | ------ |
| 11:15 | Death Valley Junction          | 15:15  |
| 11:30 | Horton                         | 15:00  |
| 12:30 | Colmanite                      | 14:50  |
| 12:40 | Ryan                           | 13:40  |

Die Dampfloks fuhren auf der Strecke mit dem Schornstein voraus. Zum Wenden der Loks bestanden Gleisdreiecke in Death Valley Junction und Ryan. Da der Brill-Triebwagen nur einen Führerstand hatte, musste auch dieser an den Endpunkten gewendet werden.

## Erhaltung

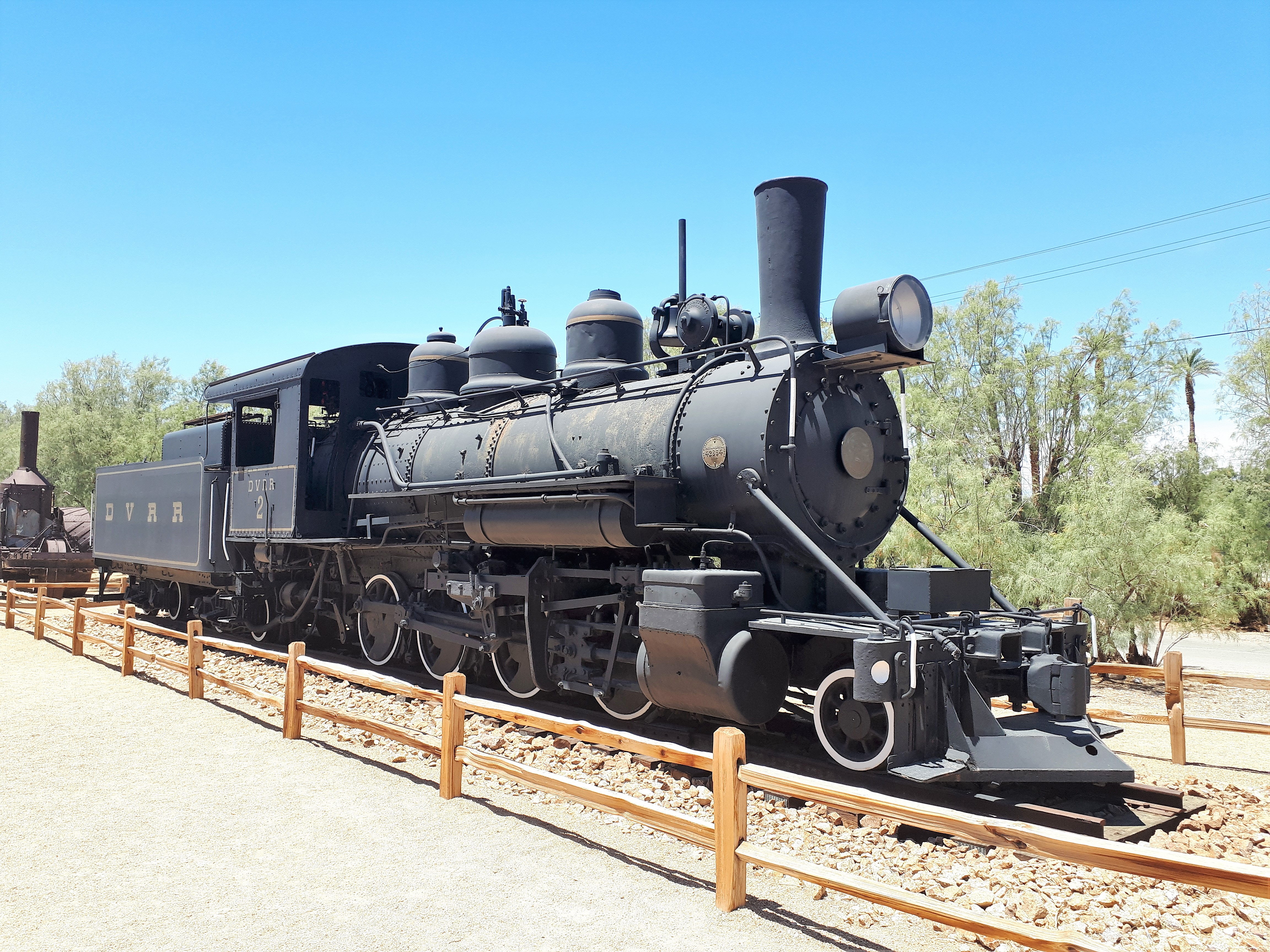
DVRR Nr. 2 beim Borax Museum in Furnace Creek im Death Valley National Park

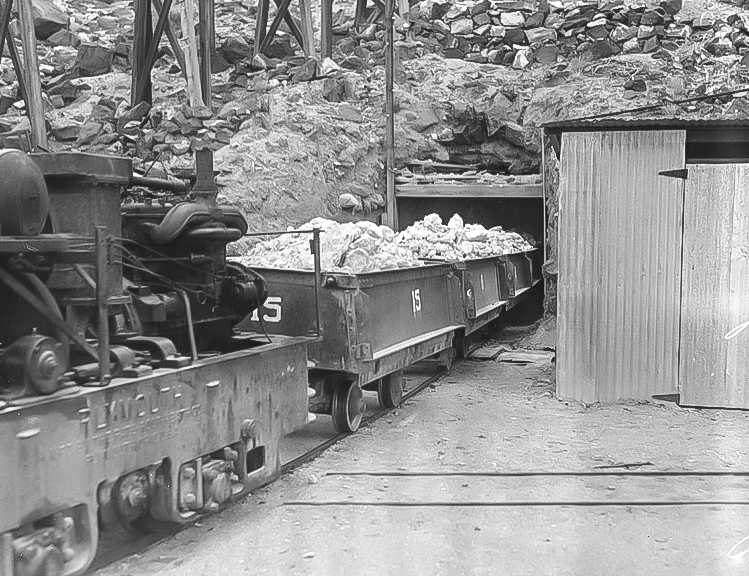
„Baby Gauge“-Plymouth-Lok am Upper Biddy Tunnel

Die Lokomotiven der Death Valley Railroad sind alle noch erhalten. Als die United States Potash Railroad in den 1950er Jahren auf Diesel umstellte, wurden die ehemals bei der Death Valley Railroad eingesetzten Loks als erhaltungswürdig eingestuft:
- Nr. 1 mit der Beschriftung „U.S. Potash“ auf den Seitenwänden des Tenders wurde nach Carlsbad in New Mexico gebracht und dort zwischen dem Park Drive und dem E. Riverside Drive aufgestellt.
- Nr. 2 wurde von der United States Potash Railroad an den Death Valley National Park verkauft und wird am Borax Museum in Furnace Creek ausgestellt.
- Der Brill-Schienenbus wurde von der United States Potash Railroad eingesetzt, um die Arbeiter und Besucher in die Bergwerke zu bringen. Als er 1967 verschlissen war, wurde er vom Laws Rail Museum in Bishop in Kalifornien vor der Verschrottung gerettet, und fährt heute auf deren Schmalspurgleisen.
- Die Heisler-Dampflok „Francis“ gelangte über die Nevada Short Line Railway und von dort zur Waldbahn der Terry Lumber Company (der späteren Red River Lumber Company). Nachdem deren Sägemühle 1925 abgebrannt war, wurde die Waldbahn stillgelegt und die Lokomotive in Einzelteile zerlegt, deren Überreste noch auf dem Gelände der Sägemühle vor sich hin rosten.
- Die Drehgestelle von einigen DVRR-Loren stehen heute im Laws Rail Museum, und die Caboose Nr. 100 steht auf dem Gelände der Pottasche-Rafinerie in Loving, New Mexico. Die DVRR-Kesselwagen stehen außerhalb von Carlsbad.
- Eine der „Baby Gauge“-Plymouth-Loks steht heute noch in betriebsbereitem Zustand zusammen mit einer Lore in einem der Minen-Tunnel bei Ryan.[8]